# Château de Chauffaille (Haute-Vienne)
Ne doit pas être confondu avec Château de Chauffailles.
Le château de Chauffaille se trouve sur la commune de Coussac-Bonneval en Haute-Vienne. La construction du château date du XIXe siècle.

## Description
Le château de Chauffaille, construit dans la seconde moitié du  XIXe siècle, est situé sur l'ancien domaine de la famille Burguet de Chauffaille dont les premières constructions datent du XVIIe siècle.
La propriété comprend 16 bâtiments, ainsi que 105 hectares de terres et 89 Ha de bois.
Il y avait à Chauffaille un chêne impressionnant que l'on surnommait le "roi de Chauffaille". Son tronc mesurait 1,7 mètre diamètre. À la suite du décès de son père, le comte de Montbron, propriétaire de Chauffaille en a fait cadeau en 1889  afin qu'il serve de joug au bourdon de l’église du Sacré-Cœur à Paris. Il s'agit de la plus grosse cloche qui puisse se balancer au monde : la Savoyarde pèse près de 19 tonnes.

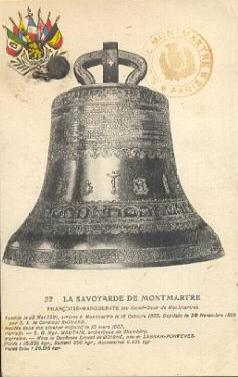
La Savoyarde
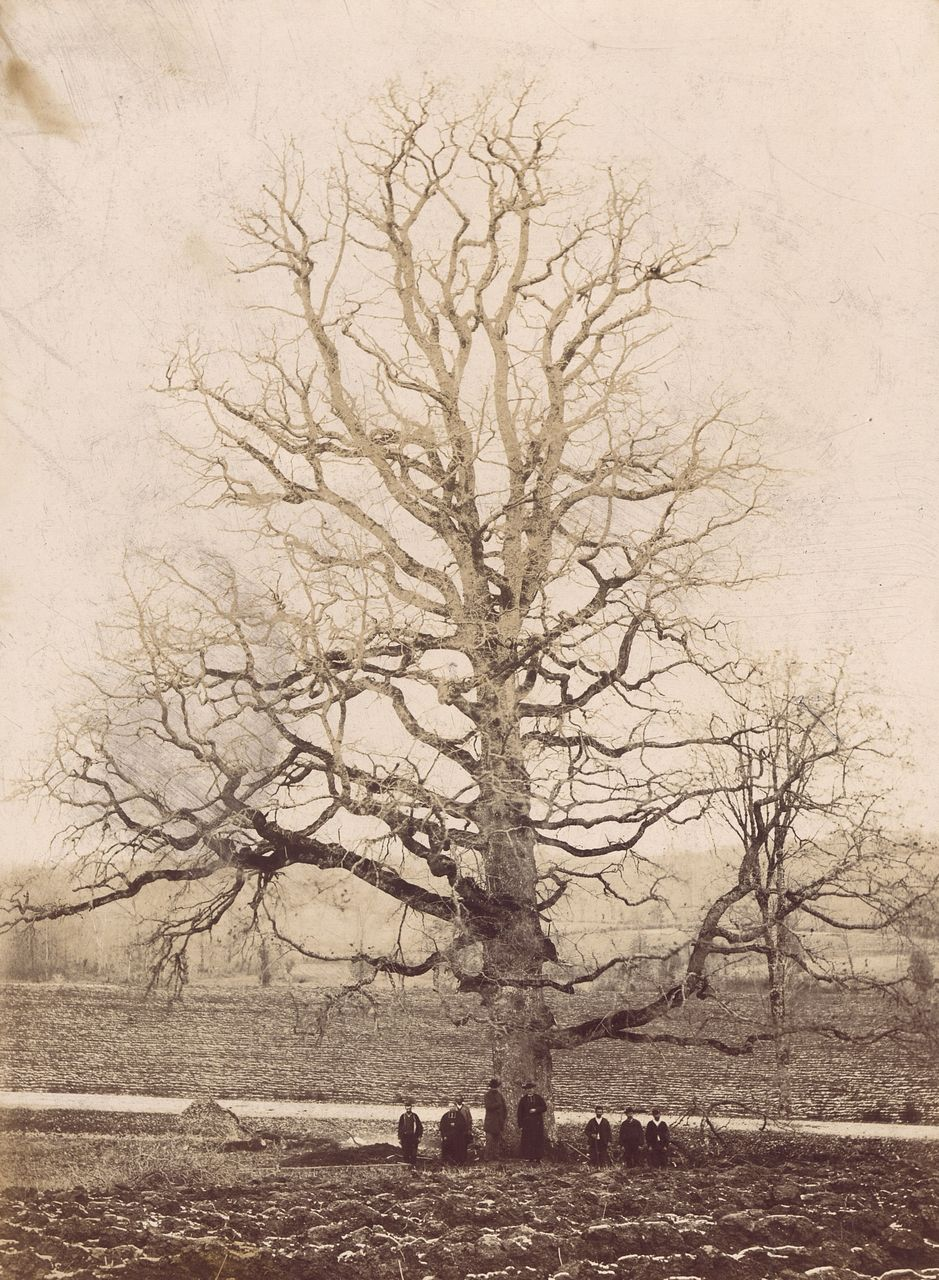
"Le roi de Chauffaille"
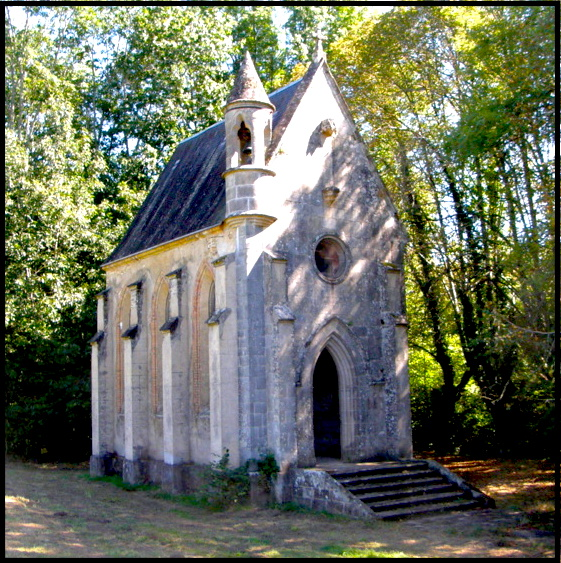
Chapelle du château Chauffaille (XIXe)

## Propriétaires successifs
Le château actuel a été construit en 1870 par le comte et la comtesse Auguste de  Chérade de Montbron. Cette famille avait hérité du domaine de Chauffaille à la suite du mariage de Auguste de Chérade, comte de Montbron avec Lucie du Burguet de Chauffaille le 22 septembre 1830. Le domaine de Chauffaille était dans la famille Burguet de Chauffaille depuis le XVIIe siècle. 
Chauffaille reste dans la Famille de Chérade de Montbron jusqu'en 1974 date à laquelle il est acquis par l'Etat. Le ministère de la Défense en fait un terrain de manœuvres militaires et de nombreux bâtiments (dont ce qui restait de l'ancien manoir) sont démolis. Il est par la suite remis en vente et acquis par la Communauté de communes du Pays de Saint-Yrieix en 2010.
La société Dreamgest ayant manifesté son intention d'y construire un parc d'attraction géant intitulé Mélofolia, une association a été créée, en mai 2019, pour la préservation du site, classé en ZNIEFF : Chauffaille Autrement.